# Zarro-americano
O zarro-americano, zarro-pequeno ou negrelho-americano (Aythya affinis) é uma ave pertencente à família Anatidae. O macho distingue-se pela cabeça verde e pelo dorso cinzento; a fêmea é acastanhada com uma mancha branca junto à base do bico, fazendo lembrar uma fêmea de zarro-bastardo.

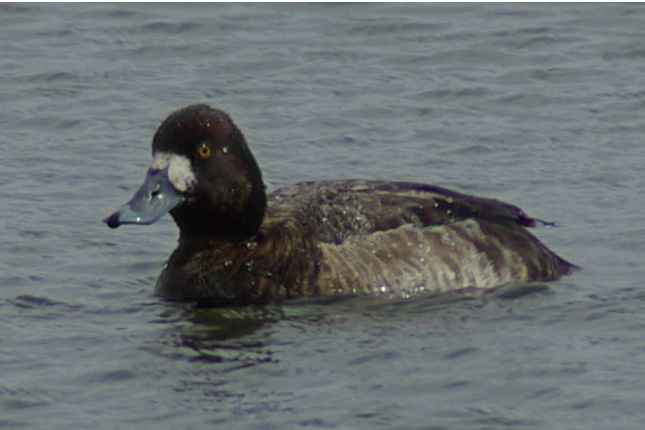
Fêmea de zarro-americano

Este pato é originário da América do Norte, sendo de ocorrência muito rara na Europa.

## Subespécies
A espécie é monotípica (não são reconhecidas subespécies).